# Suruga Bank Cup
Suruga Bank Cup (japanska: スルガ銀行チャンピオンシップ; spanska: Copa Suruga Bank) är en fotbollsmatch som spelas årligen mellan vinnaren av den japanska högstadivision, J. League, och vinnaren av Copa Sudamericana.
Första säsongen spelades 2008 när Arsenal från Argentina mötte Gamba Osaka i den japanska staden Osaka. Arsenal vann matchen med 1-0. 2009 vann Internacional (från Brasilien) mot japanska Oita Trinita i den japanska staden Oita, som Internacional vann med 2-1. 2010 och 2011 vann dock två japanska lag: först vann FC Tokyo över LDU Quito (Ecuador) på straffar; därefter Júbilo Iwata på straffar mot argentinska Independiente.

## Matcher
| 1                          | 30 juli 2008               | Gamba Osaka | 0 – 1   | Arsenal         | Nagai Stadium                                  |                                                |
| 19:00 (UTC+9) Huvudartikel | 19:00 (UTC+9) Huvudartikel |             | (0 – 0) | Casteglione 87′ | Osaka Publik: 19 728 Domare: Liang Zhao (Kina) | Osaka Publik: 19 728 Domare: Liang Zhao (Kina) |
| 19:00 (UTC+9) Huvudartikel | 19:00 (UTC+9) Huvudartikel |             |         |                 | Osaka Publik: 19 728 Domare: Liang Zhao (Kina) | Osaka Publik: 19 728 Domare: Liang Zhao (Kina) |
| 19:00 (UTC+9) Huvudartikel | 19:00 (UTC+9) Huvudartikel |             |         |                 | Osaka Publik: 19 728 Domare: Liang Zhao (Kina) | Osaka Publik: 19 728 Domare: Liang Zhao (Kina) |

| 2                          | 5 augusti 2009             | Oita Trinita | 1 – 2   | Internacional                 | Kyushu Sekiyu Oil Dome                                 |                                                        |
| 19:00 (UTC+9) Huvudartikel | 19:00 (UTC+9) Huvudartikel | Higashi 60′  | (0 – 0) | Alecsandro 50′ Andrezinho 58′ | Ōita Publik: 16 505 Domare: Myung Yong Choi (Sydkorea) | Ōita Publik: 16 505 Domare: Myung Yong Choi (Sydkorea) |
| 19:00 (UTC+9) Huvudartikel | 19:00 (UTC+9) Huvudartikel |              |         |                               | Ōita Publik: 16 505 Domare: Myung Yong Choi (Sydkorea) | Ōita Publik: 16 505 Domare: Myung Yong Choi (Sydkorea) |
| 19:00 (UTC+9) Huvudartikel | 19:00 (UTC+9) Huvudartikel |              |         |                               | Ōita Publik: 16 505 Domare: Myung Yong Choi (Sydkorea) | Ōita Publik: 16 505 Domare: Myung Yong Choi (Sydkorea) |

| 3                          | 4 augusti 2010             | Tokyo                                      | 2 – 2                      | LDU Quito                          | Tokyos Olympiastadion                                 |                                                       |
| 19:00 (UTC+9) Huvudartikel | 19:00 (UTC+9) Huvudartikel | Hirayama 34′ Oguro 90+1′                   | (1 – 1)                    | Barcos 29′ Urrutia 63′ (str.)      | Tokyo Publik: 19 423 Domare: Stuart Attwell (England) | Tokyo Publik: 19 423 Domare: Stuart Attwell (England) |
| 19:00 (UTC+9) Huvudartikel | 19:00 (UTC+9) Huvudartikel |                                            |                            |                                    | Tokyo Publik: 19 423 Domare: Stuart Attwell (England) | Tokyo Publik: 19 423 Domare: Stuart Attwell (England) |
| 19:00 (UTC+9) Huvudartikel | 19:00 (UTC+9) Huvudartikel | Oguro Matsushita Shigematsu Konno Kajiyama | Straffsparksläggning 4 – 3 | Urrutia de la Cruz Lara Luna Calle | Tokyo Publik: 19 423 Domare: Stuart Attwell (England) | Tokyo Publik: 19 423 Domare: Stuart Attwell (England) |

| 4                          | 3 augusti 2011             | Júbilo Iwata                        | 2 – 2                      | Independiente                   | Shizuoka Stadium                                     |                                                      |
| 19:00 (UTC+9) Huvudartikel | 19:00 (UTC+9) Huvudartikel | Battión 9′ (sjm.) Arata 58′         | (1 – 1)                    | Tuzzio 32′ Parra 47′            | Fukuroi Publik: 19 034 Domare: Lee Probert (England) | Fukuroi Publik: 19 034 Domare: Lee Probert (England) |
| 19:00 (UTC+9) Huvudartikel | 19:00 (UTC+9) Huvudartikel |                                     |                            |                                 | Fukuroi Publik: 19 034 Domare: Lee Probert (England) | Fukuroi Publik: 19 034 Domare: Lee Probert (England) |
| 19:00 (UTC+9) Huvudartikel | 19:00 (UTC+9) Huvudartikel | Kobayashi Yamada Nasu Komano Fujita | Straffsparksläggning 4 – 2 | Núñez Pellerano Velázquez Parra | Fukuroi Publik: 19 034 Domare: Lee Probert (England) | Fukuroi Publik: 19 034 Domare: Lee Probert (England) |

| 5                          | 1 augusti 2012             | Kashima Antlers                                     | 2 – 2                      | Universidad de Chile                                         | Kashima Soccer Stadium                                  |                                                         |
| 19:00 (UTC+9) Huvudartikel | 19:00 (UTC+9) Huvudartikel | Iwamasa 18′ Renato 27′                              | (2 – 1)                    | Iwamasa 40′ (sjm.) Aránguiz 73′ (str.)                       | Kashima Publik: 20 021 Domare: Chris Beath (Australien) | Kashima Publik: 20 021 Domare: Chris Beath (Australien) |
| 19:00 (UTC+9) Huvudartikel | 19:00 (UTC+9) Huvudartikel |                                                     |                            |                                                              | Kashima Publik: 20 021 Domare: Chris Beath (Australien) | Kashima Publik: 20 021 Domare: Chris Beath (Australien) |
| 19:00 (UTC+9) Huvudartikel | 19:00 (UTC+9) Huvudartikel | Juninho Koroki Ogasawara Endo Motoyama Araiba Nishi | Straffsparksläggning 7 – 6 | Aránguiz Rodríguez Lorenzetti Cereceda Marino Herrera Castro | Kashima Publik: 20 021 Domare: Chris Beath (Australien) | Kashima Publik: 20 021 Domare: Chris Beath (Australien) |

| 6                          | 7 augusti 2013             | Kashima Antlers       | 3 – 2   | São Paulo             | Kashima Soccer Stadium                                              |                                                                     |
| 19:00 (UTC+9) Huvudartikel | 19:00 (UTC+9) Huvudartikel | Osako 25′, 39′, 90+2′ | (2 – 0) | Ganso 58′ Aloísio 75′ | Kashima Publik: 26 202 Domare: Abdul Malik Abdul Bashir (Singapore) | Kashima Publik: 26 202 Domare: Abdul Malik Abdul Bashir (Singapore) |
| 19:00 (UTC+9) Huvudartikel | 19:00 (UTC+9) Huvudartikel |                       |         |                       | Kashima Publik: 26 202 Domare: Abdul Malik Abdul Bashir (Singapore) | Kashima Publik: 26 202 Domare: Abdul Malik Abdul Bashir (Singapore) |
| 19:00 (UTC+9) Huvudartikel | 19:00 (UTC+9) Huvudartikel |                       |         |                       | Kashima Publik: 26 202 Domare: Abdul Malik Abdul Bashir (Singapore) | Kashima Publik: 26 202 Domare: Abdul Malik Abdul Bashir (Singapore) |

| 7                          | 6 augusti 2014             | Kashiwa Reysol                  | 2 – 1   | Atlético Lanús       | Hitachi Kashiwa Soccer Stadium                           |                                                          |
| 19:00 (UTC+9) Huvudartikel | 19:00 (UTC+9) Huvudartikel | Takayama 43′ Leandro 88′ (str.) | (1 – 0) | Masushima 59′ (sjm.) | Kashiwa Publik: 10 140 Domare: Kim Jong-hyeok (Sydkorea) | Kashiwa Publik: 10 140 Domare: Kim Jong-hyeok (Sydkorea) |
| 19:00 (UTC+9) Huvudartikel | 19:00 (UTC+9) Huvudartikel |                                 |         |                      | Kashiwa Publik: 10 140 Domare: Kim Jong-hyeok (Sydkorea) | Kashiwa Publik: 10 140 Domare: Kim Jong-hyeok (Sydkorea) |
| 19:00 (UTC+9) Huvudartikel | 19:00 (UTC+9) Huvudartikel |                                 |         |                      | Kashiwa Publik: 10 140 Domare: Kim Jong-hyeok (Sydkorea) | Kashiwa Publik: 10 140 Domare: Kim Jong-hyeok (Sydkorea) |

| 8                          | 11 augusti 2015            | Gamba Osaka | 0 – 3   | River Plate                                | Osaka Expo '70 Stadium                      |                                             |
| 19:00 (UTC+9) Huvudartikel | 19:00 (UTC+9) Huvudartikel |             | (0 – 2) | Sánchez 8′ (str.) Mercado 31′ Martínez 61′ | Osaka Publik: 12 722 Domare: Tan Hai (Kina) | Osaka Publik: 12 722 Domare: Tan Hai (Kina) |
| 19:00 (UTC+9) Huvudartikel | 19:00 (UTC+9) Huvudartikel |             |         |                                            | Osaka Publik: 12 722 Domare: Tan Hai (Kina) | Osaka Publik: 12 722 Domare: Tan Hai (Kina) |
| 19:00 (UTC+9) Huvudartikel | 19:00 (UTC+9) Huvudartikel |             |         |                                            | Osaka Publik: 12 722 Domare: Tan Hai (Kina) | Osaka Publik: 12 722 Domare: Tan Hai (Kina) |

| 9                          | 10 augusti 2016            | Kashima Antlers | 0 – 1   | Santa Fe   | Kashima Soccer Stadium                        |                                               |
| 19:00 (UTC+9) Huvudartikel | 19:00 (UTC+9) Huvudartikel |                 | (0 – 0) | Osorio 79′ | Kashima Publik: 19 716 Domare: Ma Ning (Kina) | Kashima Publik: 19 716 Domare: Ma Ning (Kina) |
| 19:00 (UTC+9) Huvudartikel | 19:00 (UTC+9) Huvudartikel |                 |         |            | Kashima Publik: 19 716 Domare: Ma Ning (Kina) | Kashima Publik: 19 716 Domare: Ma Ning (Kina) |
| 19:00 (UTC+9) Huvudartikel | 19:00 (UTC+9) Huvudartikel |                 |         |            | Kashima Publik: 19 716 Domare: Ma Ning (Kina) | Kashima Publik: 19 716 Domare: Ma Ning (Kina) |

| 10                         | 15 augusti 2017            | Urawa Red Diamonds | 1 – 0   | Chapecoense | Saitama Stadium 2002                                     |                                                          |
| 19:00 (UTC+9) Huvudartikel | 19:00 (UTC+9) Huvudartikel | Abe 90+3′ (str.)   | (0 – 0) |             | Saitama Publik: 11 002 Domare: Kim Jong-hyeok (Sydkorea) | Saitama Publik: 11 002 Domare: Kim Jong-hyeok (Sydkorea) |
| 19:00 (UTC+9) Huvudartikel | 19:00 (UTC+9) Huvudartikel |                    |         |             | Saitama Publik: 11 002 Domare: Kim Jong-hyeok (Sydkorea) | Saitama Publik: 11 002 Domare: Kim Jong-hyeok (Sydkorea) |
| 19:00 (UTC+9) Huvudartikel | 19:00 (UTC+9) Huvudartikel |                    |         |             | Saitama Publik: 11 002 Domare: Kim Jong-hyeok (Sydkorea) | Saitama Publik: 11 002 Domare: Kim Jong-hyeok (Sydkorea) |

| 11                         | 8 augusti 2018             | Cerezo Osaka | 0 – 1   | Independiente | Nagai Stadium                                             |                                                           |
| 19:00 (UTC+9) Huvudartikel | 19:00 (UTC+9) Huvudartikel |              | (0 – 1) | Romero 28′    | Osaka Publik: 10 035 Domare: Matthew Conger (Nya Zeeland) | Osaka Publik: 10 035 Domare: Matthew Conger (Nya Zeeland) |
| 19:00 (UTC+9) Huvudartikel | 19:00 (UTC+9) Huvudartikel |              |         |               | Osaka Publik: 10 035 Domare: Matthew Conger (Nya Zeeland) | Osaka Publik: 10 035 Domare: Matthew Conger (Nya Zeeland) |
| 19:00 (UTC+9) Huvudartikel | 19:00 (UTC+9) Huvudartikel |              |         |               | Osaka Publik: 10 035 Domare: Matthew Conger (Nya Zeeland) | Osaka Publik: 10 035 Domare: Matthew Conger (Nya Zeeland) |

| 12                         | 7 augusti 2019             | Shonan Bellmare | 0 – 4   | Atlético Paranaense                                | Shonan BMW Stadium Hiratsuka                              |                                                           |
| 19:00 (UTC+9) Huvudartikel | 19:00 (UTC+9) Huvudartikel |                 | (0 – 1) | Cirino 41′ Rony 56′ Thonny Anderson 63′ Romero 56′ | Hiratsuka Publik: 9 129 Domare: Muhammad Taqi (Singapore) | Hiratsuka Publik: 9 129 Domare: Muhammad Taqi (Singapore) |
| 19:00 (UTC+9) Huvudartikel | 19:00 (UTC+9) Huvudartikel |                 |         |                                                    | Hiratsuka Publik: 9 129 Domare: Muhammad Taqi (Singapore) | Hiratsuka Publik: 9 129 Domare: Muhammad Taqi (Singapore) |
| 19:00 (UTC+9) Huvudartikel | 19:00 (UTC+9) Huvudartikel |                 |         |                                                    | Hiratsuka Publik: 9 129 Domare: Muhammad Taqi (Singapore) | Hiratsuka Publik: 9 129 Domare: Muhammad Taqi (Singapore) |